# Antanas Būdvytis
Antanas Būdvytis (* 16. August 1928 in Jonikaičiai, Rajongemeinde Klaipėda; † 13. Januar 1998 in Akademija, Rajongemeinde Kėdainiai) war ein litauischer Agronom und Politiker.

## Leben
Von 1935 bis 1940 lernte er in Kurmiai bei Klaipėda und von 1940 bis 1946 am Gymnasium Švėkšna bei Šilutė. Von 1946 bis 1951 absolvierte er das Diplomstudium der Agronomie an der Lietuvos žemės ūkio akademija.
Von 1951 bis 1952 arbeitete er im Sowchos in Anavilis in der Rajongemeinde Vilnius, von 1952 bis 1954 am Agrarinstitut an der Lietuvos mokslų akademija als wissenschaftlicher Mitarbeiter.  1960 promovierte er in Agrarwissenschaft. Von 1992 bis 1996 war er Mitglied im Seimas.
Ab 1960 war er Mitglied von KPdSU, ab 1990 der LDDP.
Sein Grab befindet sich in Gėlainiai bei Kėdainiai.